# Liste des compagnies aériennes en Amérique du Sud
 (octobre 2022).
La mise en forme du texte ne suit pas les recommandations de Wikipédia : il faut le « wikifier ».
Les points d'amélioration suivants sont les cas les plus fréquents :
- Les titres sont pré-formatés par le logiciel. Ils ne sont ni en capitales, ni en gras.
- Le texte ne doit pas être écrit en capitales (les noms de famille non plus), ni en gras, ni en italique, ni en « petit »…
- Le gras n'est utilisé que pour surligner le titre de l'article dans l'introduction, une seule fois.
- L'italique est rarement utilisé : mots en langue étrangère, titres d'œuvres, noms de bateaux, etc.
- Les citations ne sont pas en italique mais en corps de texte normal. Elles sont entourées par des guillemets français : « et ».
- Les listes à puces sont à éviter, des paragraphes rédigés étant largement préférés. Les tableaux sont à réserver à la présentation de données structurées (résultats, etc.).
- Les appels de note de bas de page (petits chiffres en exposant, introduits par l'outil «  Source ») sont à placer entre la fin de phrase et le point final[comme ça].
- Les liens internes (vers d'autres articles de Wikipédia) sont à choisir avec parcimonie. Créez des liens vers des articles approfondissant le sujet. Les termes génériques sans rapport avec le sujet sont à éviter, ainsi que les répétitions de liens vers un même terme.
- Les liens externes sont à placer uniquement dans une section « Liens externes », à la fin de l'article. Ces liens sont à choisir avec parcimonie suivant les règles définies. Si un lien sert de source à l'article, son insertion dans le texte est à faire par les notes de bas de page.
- La présentation des références doit suivre les conventions bibliographiques. Il est recommandé d'utiliser les modèles {{Ouvrage}}, {{Chapitre}}, {{Article}}, {{Lien web}} et/ou {{Bibliographie}}. Le mode d'édition visuel peut mettre en forme automatiquement les références.
- Insérer une infobox (cadre d'informations à droite) n'est pas obligatoire pour parachever la mise en page.

Pour une aide détaillée, merci de consulter Aide:Wikification.
Si vous pensez que ces points ont été résolus, vous pouvez retirer ce bandeau et améliorer la mise en forme d'un autre article.

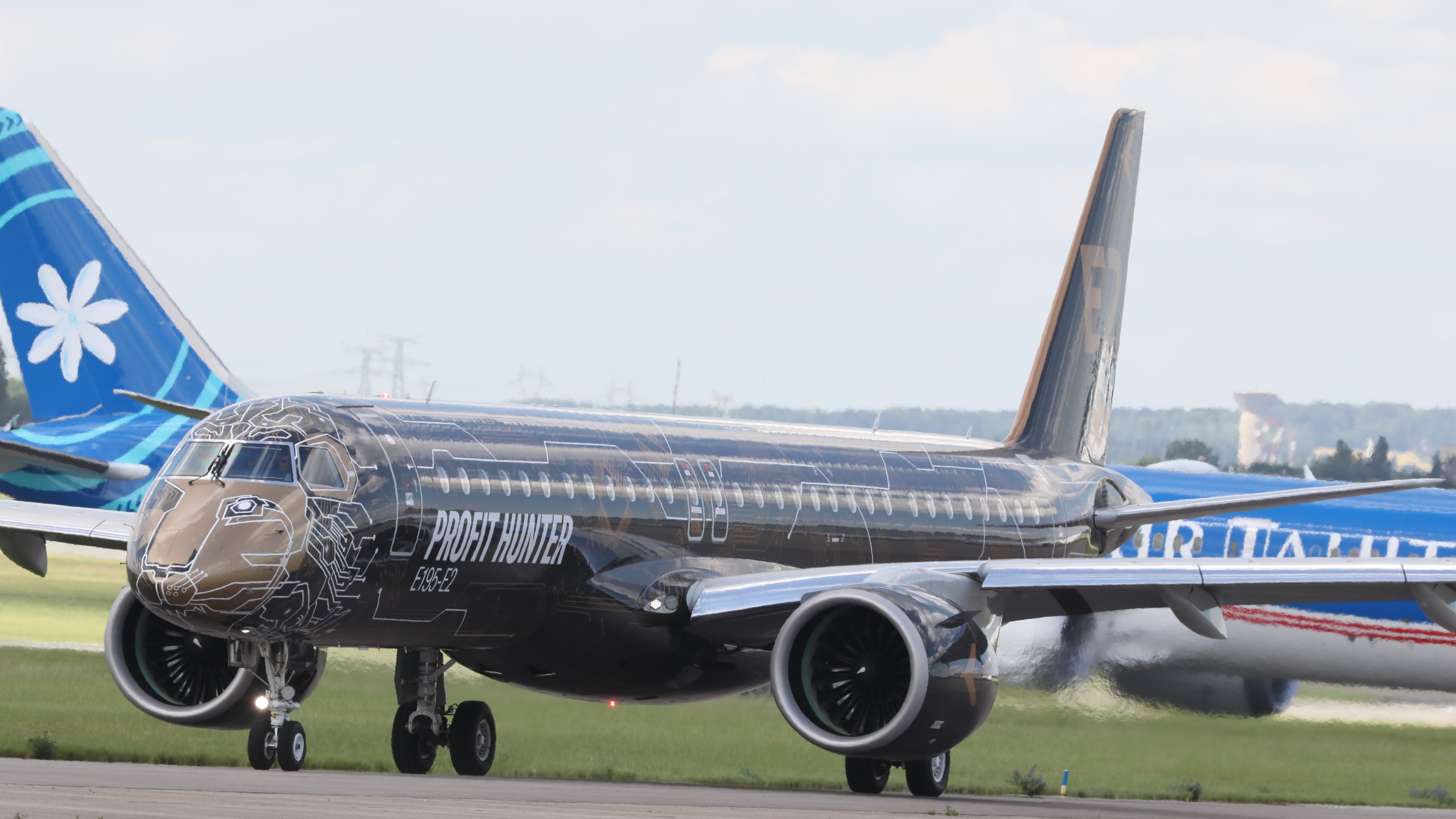
Un avion régional de nouvelle génération du constructeur brésilien Embraer.

Liste des compagnies aériennes sud américaines actives en 2022, dans l'ordre alphabétique des pays :

## Argentine
| Nom de la compagnie   | AITA | OACI | Indicatif d'appel | Depuis | Commentaires                | Photo |
| --------------------- | ---- | ---- | ----------------- | ------ | --------------------------- | ----- |
| Aerolineas Argentinas | AR   | ARG  | ARGENTINA         | 2017   | Compagnie nationale du pays |       |
| American Jet          | -    | AJB  | AMJET             | 2016   |                             |       |
| Andes Lineas Aereas   | OY   | ANS  | Andes             | 2006   |                             |       |
| FlyBondi              | FO   | FBZ  | BONDI             | 2017   |                             |       |
| JetSMART Argentina    | WJ   | JES  | SMARTBIRD         | 2018   | Filiale de JetSMART         |       |

## Bolivie
| Nom de la compagnie    | AITA | OACI | Indicatif d'appel | Depuis | Commentaires                | Photo |
| ---------------------- | ---- | ---- | ----------------- | ------ | --------------------------- | ----- |
| Amaszonas              | Z8   | AZN  | AMAZONAS          | 1998   |                             |       |
| Boliviana de Aviacion  | OB   | AJB  | BOLIVIANA         | 2007   | Compagnie nationale du pays |       |
| EcoJet                 | 8J   | ECO  | ECOJET            | 2013   |                             |       |
| Fuerza Aerea Boliviana |      |      |                   |        |                             |       |
| TAB Cargo              | 2L   | BOL  | BOL               | 1977   |                             |       |

## Brésil
| Nom de la compagnie    | AITA | OACI | Indicatif d'appel   | Depuis | Commentaires     | Photo |
| ---------------------- | ---- | ---- | ------------------- | ------ | ---------------- | ----- |
| Azul Linhas Aereas     | AD   | AZU  | AZUL                | 2008   |                  |       |
| Brasilian Air Force    |      |      | BRAZILIAN AIR FORCE |        |                  |       |
| Embraer                |      |      | EMBRAER             | 1969   |                  |       |
| Global Taxi Aereo      |      |      |                     | 1994   |                  |       |
| GOL Transportes Aereos | G3   | GLO  | GOL                 | 2000   |                  |       |
| Imetame                |      |      |                     | 2019   |                  |       |
| LATAM Brasil           | JJ   | TAM  | TAM                 | 2016   | Filiale de LATAM |       |
| LATAM Cargo Brasil     | M3   | LTG  | TAMCARGO            | 2016   | Filiale de LATAM |       |
| MAP Linhas Aereas      | 7M   | PAM  | MAP AIR             | 2011   |                  |       |
| Modern Logistics       | WD   | MWM  | MODERNAIR           | 2015   |                  |       |
| Neo Taxi Aéreo         |      |      |                     | 2010   |                  |       |
| Omni Taxi Aereo        |      |      |                     | 2000   |                  |       |
| Sideral Air Cargo      |      |      | SIDERAL             | 2010   |                  |       |
| Total Linhas Aereas    |      |      | TOTAL               | 1999   |                  |       |
| VoePass Linhas Aereas  | 2Z   | PTB  | PASSAREDO           | 2019   |                  |       |

## Chili
| Nom de la compagnie | AITA | OACI | Indicatif d'appel | Depuis | Commentaires        | Photo |
| ------------------- | ---- | ---- | ----------------- | ------ | ------------------- | ----- |
| Aerovias DAP        | V5   | DAP  | DAP               | 1980   |                     |       |
| Chilean Air Force   | -    | AJB  | AMJET             |        |                     |       |
| JetSMART            | JA   | JAT  | ROCKSMART         | 2017   | Filiale de JetSMART |       |
| LATAM Chile         | LA   | LAN  | LAN               | 2016   | Filiale de LATAM    |       |
| LATAM Cargo Chile   | UC   | LCO  | LAN CARGO         |        | Filiale de LATAM    |       |
| Sky Airline         | H2   | SKU  | AEROSKY           | 2001   |                     |       |

## Colombie
| Nom de la compagnie         | AITA | OACI | Indicatif d'appel | Depuis | Commentaires      | Photo |
| --------------------------- | ---- | ---- | ----------------- | ------ | ----------------- | ----- |
| AerCaribe                   | JK   | ACL  | ADMIRE            | 2006   |                   |       |
| Aerosucre Colombia          | 6C   | KRE  | AEROSUCRE         | 1969   |                   |       |
| Avianca                     | AV   | AVA  | AVIANCA           | 1940   |                   |       |
| Avianca Cargo               | QT   | TPA  | TAMPA             | 2013   | Filiale d'Avianca |       |
| EasyFly Colombia            | VE   | EFY  | EASYFLY           | 2007   |                   |       |
| LATAM Cargo                 |      |      |                   | 2016   | Filiale de LATAM  |       |
| LATAM Colombia              | L7   | LAE  | LANCO             | 2016   | Filiale de LATAM  |       |
| Lineas Aereas Suramericanas | 4L   | LAU  | SURAMERICANO      | 1972   |                   |       |
| SARPA                       |      |      |                   | 1980   |                   |       |
| SATENA                      | 9N   | NSE  | SATENA            | 1962   |                   |       |
| SEARCA                      |      |      |                   | 1992   |                   |       |
| Ultra Air                   | U0   | ULS  | AIR ULTRA         | 2020   |                   |       |
| Viva Air Colombia           | VH   | VVC  | VIVA COLOMBIA     | 2012   |                   |       |
| Wingo                       | P5   | RPB  | AEROREPUBLICA     | 2016   |                   |       |

## Équateur
| Nom de la compagnie               | AITA | OACI | Indicatif d'appel   | Depuis | Commentaires      | Photo |
| --------------------------------- | ---- | ---- | ------------------- | ------ | ----------------- | ----- |
| Aeroregional                      |      |      |                     | 2018   |                   |       |
| Avianca Ecuador                   | 2K   | GLG  | GALAPAGOS           | 2014   | Filiale d'Avianca |       |
| Avioandes                         |      |      |                     | 2009   |                   |       |
| Ecuadorean AIr Force              |      |      | ECUADORIAN AIRFORCE |        |                   |       |
| Equair                            | HN   | EQX  | EQUINOX             |        |                   |       |
| LATAM Ecuador                     | XL   | LNE  | AEROLANE            | 2016   | Filiale de LATAM  |       |
| Trans Am Aero Express del Ecuador | 7T   | RTM  | AERO TRANSAM        |        |                   |       |

## Guyana
| Nom de la compagnie  | AITA | OACI | Indicatif d'appel | Depuis | Commentaires | Photo |
| -------------------- | ---- | ---- | ----------------- | ------ | ------------ | ----- |
| Trans Guyana Airways |      | TGY  | TRANS GUYANA      |        |              |       |

## Paraguay
| Nom de la compagnie | AITA | OACI | Indicatif d'appel | Depuis | Commentaires | Photo |
| ------------------- | ---- | ---- | ----------------- | ------ | ------------ | ----- |
| Paranair            | ZP   | AZP  | GUARANI           | 2018   |              |       |

## Pérou
| Nom de la compagnie | AITA | OACI | Indicatif d'appel | Depuis | Commentaires                 | Photo |
| ------------------- | ---- | ---- | ----------------- | ------ | ---------------------------- | ----- |
| Aero Transporte     |      |      |                   | 1980   |                              |       |
| ATSA Airlines       | 4A   | AMP  | ATSA              |        |                              |       |
| JetSMART Peru       |      |      | RED SMART         |        | Filiale de JetSMART          |       |
| LATAM Peru          | LP   | LPE  | LAN PERU          | 2016   | Filiale de LATAM             |       |
| Peruvian Air Force  |      |      |                   | 1929   |                              |       |
| Skybus Jet Cargo    | HV   | HVY  | LIFT PERU         |        |                              |       |
| Star Peru           | 2I   | SRU  | STAR UP           | 1998   |                              |       |
| Viva Air Peru       |      |      |                   | 2016   | Filiale de Viva Air Colombia |       |
| Wayraperú           |      |      | WAYRAPERÚ         |        |                              |       |

## Suriname
| Nom de la compagnie | AITA | OACI | Indicatif d'appel | Depuis | Commentaires                | Photo |
| ------------------- | ---- | ---- | ----------------- | ------ | --------------------------- | ----- |
| fly AllWays         | 8W   | EDR  | BIRDVIEW          | 2014   |                             |       |
| Surinam Airways     | PY   | SLM  | SURINAM           | 1954   | Compagnie nationale du pays |       |

## Uruguay
| Nom de la compagnie                  | AITA | OACI | Indicatif d'appel | Depuis | Commentaires | Photo |
| ------------------------------------ | ---- | ---- | ----------------- | ------ | ------------ | ----- |
| Pas d'opérateurs actifs dans ce pays |      |      |                   |        |              |       |

## Venezuela
| Nom de la compagnie              | AITA | OACI | Indicatif d'appel | Depuis | Commentaires                | Photo |
| -------------------------------- | ---- | ---- | ----------------- | ------ | --------------------------- | ----- |
| Aeropostal                       | VH   | ALV  | AEROPOSTAL        | 1929   |                             |       |
| Albatros Airlines                |      |      | ERRANTE           |        |                             |       |
| Avior Airlines                   | 9V   | ROI  | AVIOR             | 1994   |                             |       |
| Avior Express                    |      |      |                   |        | Filiale d'Avior Airlines    |       |
| ConViasa                         | V0   | VCV  | CONVIASA          | 2004   | Compagnie nationale du pays |       |
| Emtrasur Cargo                   |      |      | EMTRASUR          | 2020   |                             |       |
| Estelar Latinoamerica            | ES   | ETR  | ESTELAR           | 2009   |                             |       |
| Laser Airlines                   | QL   | LER  | LASER             | 1993   |                             |       |
| Linea Turistica Aereotuy         |      |      |                   |        |                             |       |
| RUTACA                           | 5R   | RUC  | RUTACA            | 1974   |                             |       |
| Transcarga International Airways | T9   | TIW  | TIACA             | 2007   |                             |       |
| Turpial Airlines                 | TU   | VTU  | TURPIAL           | 2015   |                             |       |
| Venezolana                       | VN   | VNE  | VENEZOLANA        | 2001   |                             |       |
| Vensecar Internacional           | V4   | VEC  | VECAR             | 1996   |                             |       |